# Национальная консерватория региона Нанси
Национальная консерватория региона Нанси (фр. Conservatoire National de région de Musique, Danse et Art Dramatique) — французская консерватория, расположенная в городе Нанси. Основана в 1882 году как филиал Парижской консерватории, с 1968 года обладает административной самостоятельностью. До 1979 года подразделением консерватории был Симфонический оркестр Нанси, а директор консерватории исполнял обязанности его главного дирижёра.

## Руководители консерватории
- Эдуар Брюнель (1884—1886)
- Гюстав Сандре (1886—1888)
- Теодор Глюк (1888—1894)
- Ги Ропарц (1894—1919)
- Альфред Башле (1919—1944)
- Марсель Дотрмер (1946—1969)
- Ноэль Лансьен (1970—1997)
- Жан Мари Кенон (с 1997 г.)

## Известные выпускники
- Софи Шерье
- Флоран Шмит